# Arvid Gustafsson Västgöte
Arvid Gustafsson Västgöte var en svensk hövitsman och fogde, död 1542.

## Biografi
Han deltog tidigt i upproret mot Kristian II på Gustav Vasas sida. I maj 1521 sändes han med krigsfolk till Östergötland för att förmå detta landskap att resa sig. Han upptog belägringen av Stegeborg, tillbakavisade Sören Norbys undsättningsförsök och intog fästningen. Han utövade även påtryckningar på biskop Brask, som ställt sig avvisande mot Gustav Vasa. 1523 erövrade Arvid Västgöte med bistånd av lybska knektar  Öland och Kalmar stad, och utsände kapare utefter kusterna. Samma år fick han Tryserum och Hannäs i Tjust som förläningar. Efter Berend von Melens förräderi 1525 fick han Kalmar slott i förläning, men måste återlämna det 1526 och beskylldes för att ha förvaltat slottet illa. Han upptogs dock snart i kungens vänskap igen och fick 1528 förläningar i Dalarna och blev kort därefter befallningsman i landskapet. 1529 satt han i den rätt, som dömde de upproriska västgötaherrarna. 1537 fick Arvid Västgöte fogdebrev på "biskopssakerna" – de från biskopen indragna bötesandelarna – på Öland och i östra Småland. 1542 föll han offer för de upproriska smålandsbönderna under Dackefejden.